# تئاتر دولتی تماشاگران جوان جمهوری آذربایجان
تئاتر دولتی تماشاگران جوان آذربایجان (به ترکی آذربایجانی: Azərbaycan Dövlət Gənc Tamaşaçılar Teatrı) در سال‌های ۲۰ قرن ۲۰ تأسیس شده‌است.

## تاریخ تئاتر
این تئاتر در نتیجهٔ فعالیت‌های «محافل داوطلبانه درام مبتکران و دانش آموزان» در ۱۵ مارس سال ۱۹۲۷ به تأسیس رسیده‌است. در ۱۵ مارس سال ۱۹۲۷، یک پستر جدید در باکو ظاهر شد، که در آن می‌آمد: «امروز نمایش «فیرتینا» به کارگردانی لطیف کریموف رهبر گروه مبتکران نمایش داده خواهد شد. این نمایش که با ابتکار «آقاداداش قربانف» تهیه شده بود، پیدایش تئاتر کودکانه در جمهوری آذربایجان را رقم زد. در سال ۱۹۲۸، طبق دستور «کمیساریای مردمی معارف آذربایجان» فعالیت تئاتر کودکانه باکو به‌طور رسمی آغاز گردید.

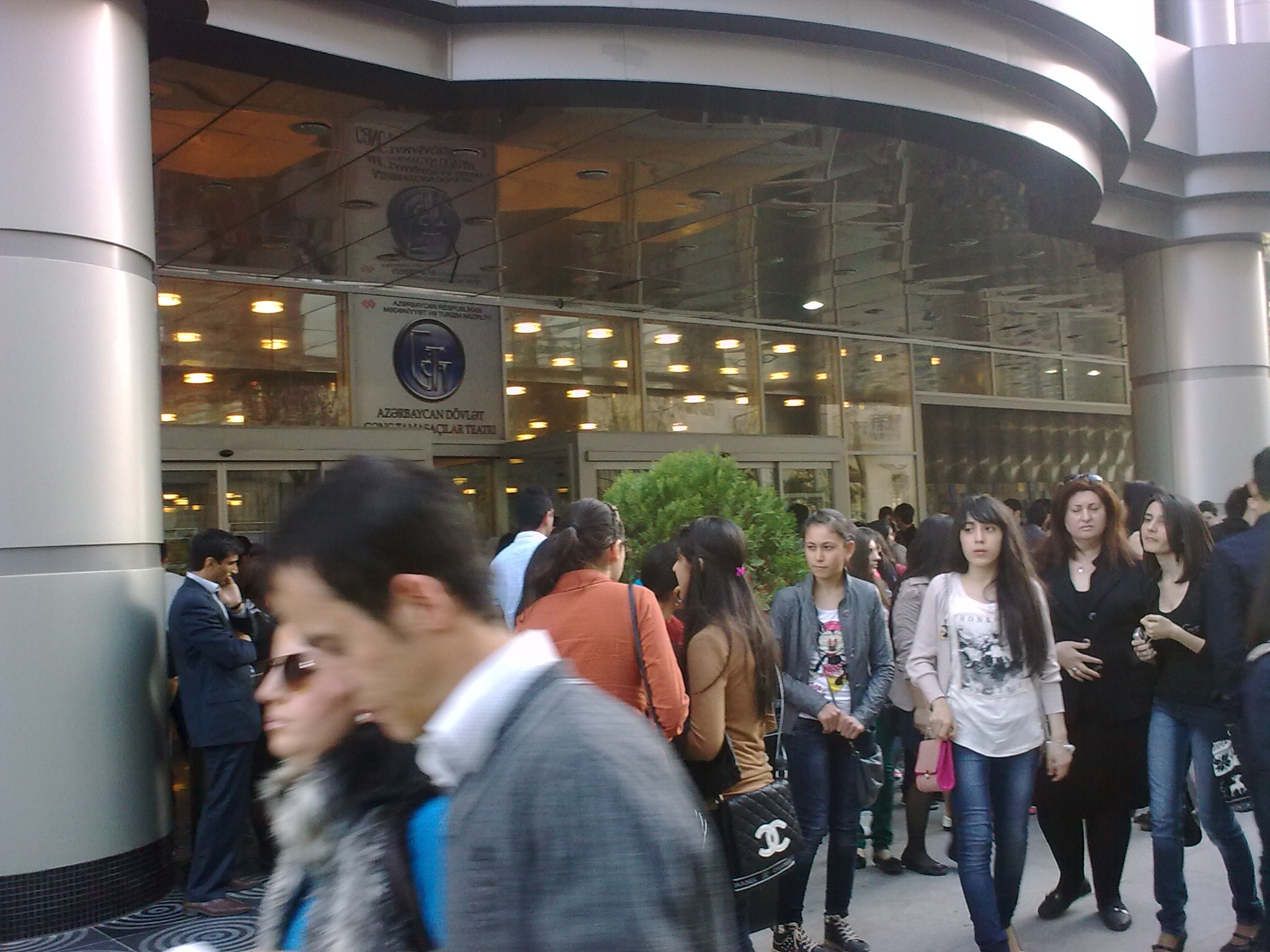
تماشاگران تئاتر دولتی تماشاگران جوان آذربایجان در مقابل تئاتر

بخش‌های روسی و آذربایجانی تئاتر به ترتیب در ۶ نوامبر سال ۱۹۲۸ و در ۲۰ ژانویه سال ۱۹۳۰ راه اندازی شدند. از ۱۸ ژوئن سال ۱۹۳۶، بر اساس دستور «کمیساریای مردمی معارف آذربایجان» اسم تئاتر کودکانه باکو به تئاتر دولتی تماشاگران جوان آذربایجان به نام ماکسیم گورکی تحول یافت. «محرم حاشمف» که در رشتهٔ کارگردانی در یکی از دانشگاه‌های شهر مسکو فارغ‌التحصیل شده بود، در سال ۱۹۳۶ به عنوان کارگردان ارشداین تئاتر منصوب شد.
این تئاتر در طول تاریخ خود، به مراتب به نمایندگی از آذربایجان در جشنواره‌های بین‌المللی تئاتر حضور پیدا کرده‌است. از همان ابتدای تاسیسش نمایش‌های زیادی را به مخاطبان و تماشاگران خود تقدیم نموده‌است.

## نشان‌ها
«نشان افتخار» (شوروی): ۴ ژانویه سال ۱۹۷۹
«جایزه کومسومول لنین» (شوروی): سال ۱۹۶۷